# Halimolobos whitedii
Halimolobos whitedii là một loài thực vật có hoa trong họ Cải. Loài này được (Piper) Rollins mô tả khoa học đầu tiên năm 1941.